# Liste der Monuments historiques in Saint-Hilaire-de-Villefranche
Die Liste der Monuments historiques in Saint-Hilaire-de-Villefranche führt die Monuments historiques in der französischen Gemeinde Saint-Hilaire-de-Villefranche auf.

## Liste der Bauwerke
| Bezeichnung                                        | Beschreibung              | Standort | Kennzeichnung | Schutzstatus | Datum | Bild           |
| -------------------------------------------------- | ------------------------- | -------- | ------------- | ------------ | ----- | -------------- |
| Kirche St-Hilaire in Saint-Hilaire-de-Villefranche | Erbaut im 12. Jahrhundert | (Lage)   | PA00105176    | Inscrit      | 1955  | weitere Bilder |
| Kirche St-Hilaire in La Frédière                   | Erbaut im 12. Jahrhundert | (Lage)   | PA00104694    | Inscrit      | 2008  | weitere Bilder |

## Liste der Objekte
- Monuments historiques (Objekte) in Saint-Hilaire-de-Villefranche in der Base Palissy des französischen Kultusministeriums